# پیتر لوندگرن
 پیتر لوندگرن (انگلیسی: Peter Lundgren) (زادهٔ ۲۹ ژانویهٔ ۱۹۶۵ – درگذشتهٔ  ۲۲ اوت۲۰۲۴) تنیس‌باز اهل سوئد بود.